# Castelo de Rutherglen
O Castelo de Rutherglen (em inglês:  Rutherglen Castle) foi um castelo localizado em Rutherglen, South Lanarkshire, Escócia.

## História
O castelo foi muito importante durante as Guerras de independência da Escócia, tendo sido alvo de várias tentativas de tomada por Roberto I, sempre sem sucesso, até que foi capturado por Eduardo Bruce em 1313.
O castelo manteve-se em boas condições, até que na Batalha de Langside em 1568 foi queimado pelo regente Murray. Uma das torres foi mais tarde restaurada e tornou-se no local de residência dos Hamilton de Ellistoun. No início do século XVIII, esta porção e novos edifícios que foram acrescentados, foram abandonados e tornaram-se em ruínas.